# Нгейитала, Орельен
Орельен Нгейитала Лола (англ. Aurélien Ngeyitala Lola; род. 29 мая 1994, Эври) — конголезский футболист, полузащитник клуба «Витри».

## Клубная карьера
Орельен Нгейтала родился во французском городке Эври. Воспитанник футбольного клуба «Сошо». В течение 2011—2012 годов вызывался в юношеские сборные ДР Конго разных возрастов.
После непродолжительных выступлений в любительском чемпионате Франции за дубль родного клуба отправился в Болгарию, где пробовал свои силы в команде «Ботев». Не подойдя пловдивскому клубу, заключил контракт с бургаским «Черноморцем», цвета которого защищал на протяжении второй половины сезона 2012/13.
В 2013 вернулся во Францию, где играл за второй состав «Амьена» и «Эври», после чего отправился в Словакию, выступая в клубах «Сенец» и «Нитра».
20 июля 2018 стал футболистом киевского «Арсенала», за который до конца года сыграл 15 матчей в Премьер-лиге, забив один гол. 14 марта 2019 подписал контракт с болгарским клубом «Верея».

## Достижения
«Нитра»
- Серебряный призёр второй лиги Словакии: 2017/18